# 邱珮淇

邱珮淇（1992年9月29日—），舊藝名小豬和Garol，台灣演員、歌手，曾為Channel V娛樂台的綜藝節目《我愛黑澀棒棒堂》成員之一。她高中就讀有名私校台北市私立再興高級中學，畢業於中國文化大學英文系。因有獨特氣質和出眾外貌，在節目中時常受到主持人的照料和粉絲的支持與追捧。近來朝戲劇、音樂圈發展。

## 音樂作品
- 2019年《愛上我別說》
- 2023年《Motorbike》

## 節目錄影
- 《我愛黑澀會》[1]
- 《我爱黑澀棒棒堂》
- 《女人我最大》

## 影視作品

### 戲劇
| 年 度  | 播出頻道   | 劇 名              | 飾 演        |
| ------ | ---------- | ------------------ | ------------ |
| 2016年 | 民視       | 我的老師叫小賀     | 蘇沛芸       |
| 2019年 | 八大綜合台 | 90後的我們         | 金秘書       |
| 2019年 | 八大綜合台 | 一起幹大事         | 明聰女友乙   |
| 2019年 | 東森戲劇台 | 美味滿閣           | 孫美辰       |
| 2019年 | 愛奇藝     | 靈域               | 高凰兒       |
| 2021年 | TVBS歡樂台 | 女力報到－男人止步 | 何雨沁       |
| 2021年 | TVBS歡樂台 | 女力報到－愛的故事 | 何雨沁       |
| 停拍中 |            | 破網時刻           | 小咚         |
| 2022年 | 華視       | 莒光園地           | 輔導長       |
| 2023年 | 愛奇藝     | 不良執念清除師     | 防腐師       |
| 2024年 | Netflix    | 影后               |              |
| 2024年 | 東森戲劇台 | 不愛，愛           | 張若彤(小彤) |

### 電影
- 2015年《鐵支路》

### 廣告
- 2019年《龍之谷》

### 微電影
- 2016年《歡迎光臨我的世界》飾演Fly

## 外部連結
- 邱珮淇Garol的Facebook專頁
- 邱珮淇Garol的Instagram帳戶

1. ↑  Taiwan, Vogue. . Vogue Taiwan. 2023-09-28  [2024-10-31]. （原始内容存档于2024-09-10） （中文（臺灣））.